# Siekierki Wielkie
Siekierki Wielkie – wieś w Polsce położona w województwie wielkopolskim, w powiecie poznańskim, w gminie Kostrzyn, 17 kilometrów na wschód od centrum Poznania.
W latach 1975–1998 miejscowość administracyjnie należała do województwa poznańskiego.
We wsi znajduje się drewniany kościół pw. św. Jadwigi z około 1762.

## Ludność
W miejscowości notowana jest w ostatnich latach wysoka dynamika przyrostu ludności, która związana jest z suburbanizacją miasta Poznania oraz intensywnym ruchem budowlanym w gminie Kostrzyn. Pod względem liczby ludności wieś znajduje się na drugim miejscu, za Kostrzynem, wśród miejscowości gminy.
Zmiany zaludnienia na terenie wsi przedstawiają się następująco:
| Rok  | Liczba mieszkańców |
| ---- | ------------------ |
| 2009 | 1030               |
| 2010 | 1133               |
| 2011 | 1218               |
| 2012 | 1287               |
| 2013 | 1343               |
| 2014 | 1433               |
| 2015 | 1489               |
| 2016 | 1601               |
| 2017 | 1620               |
| 2018 | 1982               |
| 2019 | 2087               |
| 2020 | 2264               |
| 2021 | 2460               |
| 2022 | 2609               |
| 2023 | 2838               |
| 2024 | 3032               |

## Komunikacja i infrastruktura
Miejscowość posiada trzy główne ulice od których inne odchodzące stanowią trzon dla rozbudowujących się osiedli mieszkaniowych. Są to na osi północ-południe ul. Poznańska oraz na osi wschód-zachód ul. Grabowa i ul. Tulecka.
Wieś jest dobrze skomunikowana od północy dzięki drodze krajowej 92, od wschodu i południowego wschodu, oddalonym o ok. 7 km, węzłom Kostrzyn i Kleszczewo drogi ekspresowej S5 oraz oddalonemu o ok. 10 km węzłowi Poznań Wschód Autostrady A2.
Siekierki Wielkie posiadają połączenie autobusowe z Kostrzynem (linia 463 Kostrzyńskiej Komunikacji Publicznej) oraz Swarzędzkim Węzłem PKP (linia 486 Swarzędzkiej Komunikacji Autobusowej i linia 489 Komunikacji Gminnej Kleszczewo).
Miejscowość nie posiada bezpośrednio przystanku kolejowego, a najbliższy zlokalizowany jest ok. 2 km od jej centrum w Paczkowie, gdzie przebiega linia kolejowa Berlin – Moskwa.

## Oświata
- Szkoła Podstawowa im. Pauliny i Augusta Wilkońskich,
- Publiczne Przedszkole "Pozytywka",
- Niepubliczne Przedszkole z Oddziałami Integracyjnymi "Słoneczko",
  - Klub Maluszka pod Słoneczkiem,
- Żłobek

## Sport

### Infrastruktura sportowa
W miejscowości znajdują się następujące obiekty sportowe:
- niepełnowymiarowe boisko piłkarskie z widownią - ul. Szkolna,
- boisko wielofunkcyjne przy Szkole Podstawowej im. Pauliny i Augusta Wilkońskich - ul. Stanisława Karalusa 1,
- boisko do siatkówki plażowej – ul. Szkolna,
- niepełnowymiarowe boisko do koszykówki - ul. Szkolna,
- skatepark – ul. Szkolna,
- siłownia Street Workout – ul. Szkolna,
- wielofunkcyjna sala sportowa przy Szkole Podstawowej im. Pauliny i Augusta Wilkońskich - ul. Stanisława Karalusa 1,
- place zabaw dla dzieci, w tym zjazd linowy (tyrolka) - ul. Szkolna